# Tony Romo

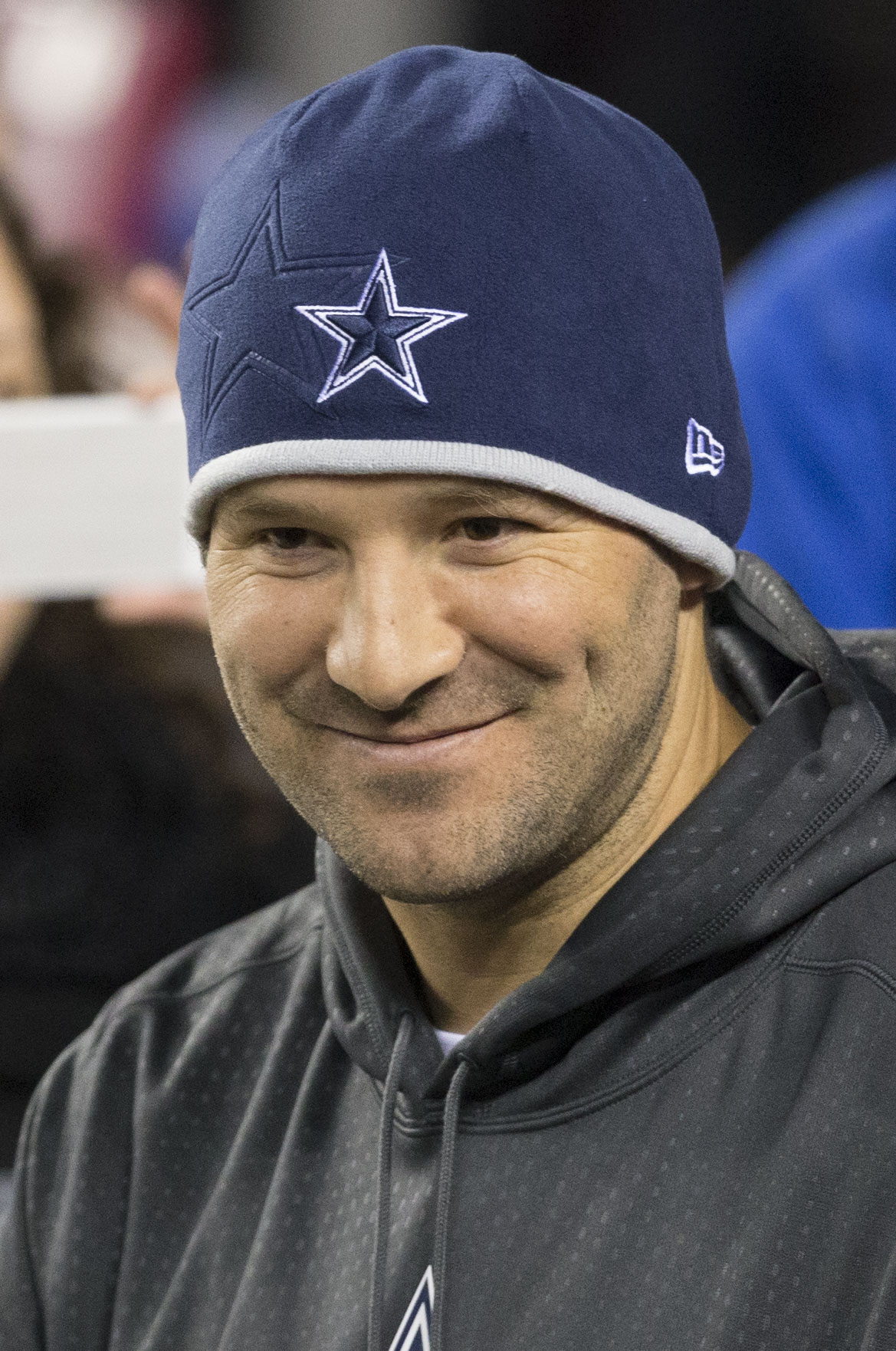
Tony Romo, 2015.

Antonio Ramiro "Tony" Romo, född 21 april 1980 i San Diego i Kalifornien, är en amerikansk före detta utövare av amerikansk fotboll som tillbringade 13 säsonger i proffsligan National Football League (NFL). Han spelade som quarterback för Dallas Cowboys mellan 2004 och 2016.
Han spelade även för Eastern Illinois Panthers när han studerade på Eastern Illinois University mellan 1999 och 2002.
Sedan 2017 arbetar han som expertkommentator för CBS rörande NFL-sändningar. I februari 2020 signerade Romo ett tioårigt kontrakt, till ett värde av 180 miljoner amerikanska dollar, med CBS. Kontraktet är dock initialt bara på tre år men kan CBS och NFL komma överens om ett nytt TV-avtal, då förlängs kontraktet till totalt tio år. Kontraktet var till det datumet det mest lukrativaste för en expertkommentator i amerikansk sport-TV genom alla tider. Det höll sig dock till den 10 maj 2022 när Tom Brady signerade ett ännu mer lukrativare kontrakt, som är också på tio år men värt totalt 375 miljoner dollar, med Fox Sports.
Han har varit tillsammans med både Carrie Underwood och Jessica Simpson.